# 巴利 (索姆省)
巴利（法語：Barly，法語發音：[baʁli]）是法国上法蘭西大區索姆省的一个市镇，属于亚眠区。

## 地理
巴利（50°12'8"N, 2°16'26"E）面积11.64 平方千米，位于法国上法蘭西大區索姆省，该省份为法国北部沿海省份，北起加来海峡省和北部省，西接滨海塞纳省和大西洋英吉利海峡，南至瓦兹省，东临埃纳省。
与巴利接壤的市镇（或旧市镇、城区）包括：梅兹罗勒、讷维莱特、奥科什、乌特勒布瓦、勒迈尼勒、博尼耶尔。

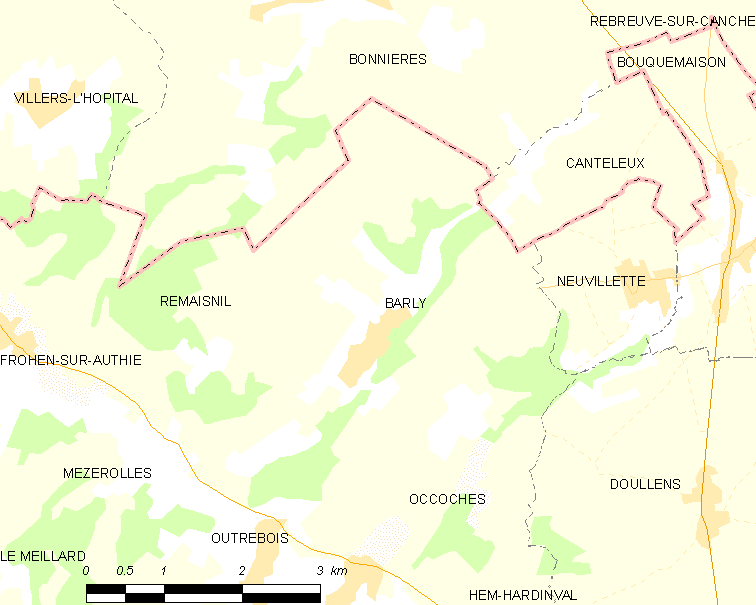
的OSM定位图

巴利的时区为UTC+01:00、UTC+02:00（夏令时）。

## 行政
巴利的邮政编码为80600，INSEE市镇编码为80055。

## 政治
巴利所属的省级选区为杜朗县。

## 人口

1962-2008年间人口变化图示

巴利于2022年1月1日时的人口数量为163人。